# Kitchee SC
El Kitchee Sports Club (en chino tradicional, 傑志體育會) es un club de fútbol de Hong Kong. Fue fundado en 1931 y actualmente compite en la Liga Premier de Hong Kong. El equipo juega sus partidos como local en el Estadio Mong Kok y sus colores tradicionales son el azul y blanco.
El club ha sido dos veces campeón de la Premier League de Hong Kong, seis veces campeón de la Primera División de Hong Kong y cuatro veces campeón de la Copa FA de Hong Kong. El Kitchee se clasificó por primera vez a la fase de grupos de la Liga de Campeones de la AFC 2018.

## Historia
Es un equipo que tiene como dato curioso el de tener buenos resultados contra equipos de la Serie A de Italia, como la victoria ante el A.C. Milan el 30 de mayo de 2004 por un marcador de 2-1 y un empate 2-2 contra la Juventus.
Desde 2009, se asociaron con la Universidad China de Hong Kong para el programa de Prevención de Lesiones y Programa de Rendimiento (IPPE por sus siglas en inglés).
Participaron en la Copa de Singapur del 2010.

## Palmarés

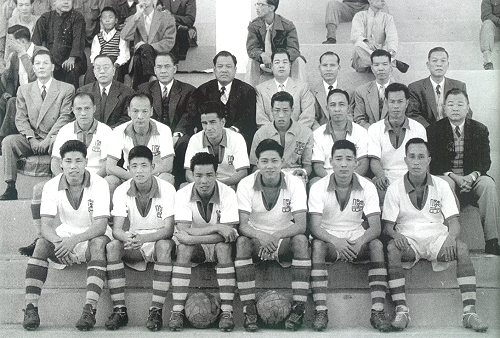
Kitchee SC en 1959.

Jugadores del Kitchee SC celebran el título de la Copa de Liga en la temporada 2006-07.

### Torneos domésticos
- Liga Premier de Hong Kong: 3

2014-15, 2016-17, 2017-18, 2019-20, 2020-21, 2022-23
- Primera División de Hong Kong: 6

1947–48, 1949–50, 1963–64, 2010–11, 2011-12, 2013-14
- Copa FA de Hong Kong: 7

2011-12, 2012-13, 2014-15, 2016-17, 2017-18, 2018-19, 2022-23
- Copa de la Liga de Hong Kong: 5

2005–06, 2006–07, 2011-12, 2014-15, 2015-16
- Hong Kong Senior Challenge Shield: 8

1949–50, 1953–54, 1959–60, 1963–64, 2005–06, 2016-17, 2018-19, 2022-23
- Hong Kong Community Cup: 2

2017, 2018
- Hong Kong Community Shield: 1

2009

## Participación en competiciones de la AFC
- Liga de Campeones de la AFC: 4 apariciones

2017 - Ronda de play-off
2018 - Fase de grupos
2021 - Fase de grupos
2022 - En disputa
- Copa de la AFC: 7 apariciones

2008 - Fase de grupos
2012 - Octavos de final
2013 - Cuartos de final
2014 - Semifinalista
2015 - Cuartos de final
2016 - Octavos de final
2019 - Fase de grupos

## Personal administrativo
- Presidente:  Samson Tam
- Vicepresidente:  Fung Wing Kan
- Jefe Ejecutivo:  Ken Ng
- Gerente Deportivo:  Ken Ng
- Gerente General:  Ken Ng
- Jefe Oficial Ejecutivo:  Chu Chi Kwong